# Imbé de Minas
Imbé de Minas is een gemeente in de Braziliaanse deelstaat Minas Gerais. De gemeente telt 6.641 inwoners (schatting 2009).

## Aangrenzende gemeenten
De gemeente grenst aan Caratinga, Inhapim, Piedade de Caratinga, São Sebastião do Anta en Ubaporanga.